# マンダリン (マーベル・コミック)
マンダリン（Mandarin）は、マーベル・コミックが出版するコミック作品に登場するスーパーヴィランであり、主にアイアンマンの宿敵の一人として描写される。

## 発行履歴
マンダリンはスタン・リーとドン・ヘックによって創造され、1964年2月に『Tales of Suspense』第50号で初登場した。
このキャラクターの誕生について、ヘックは「あれはスタン・リーのキャラクターなんだ。何年も前にあった古い物語の一つ『フー・マンチュー』のようなキャラクターが欲しいと彼は私にそう言ったんだ」と述べた。

## キャラクター経歴

### オリジン
マンダリンは共産革命革命前の中国本土に存在した名もない村において、最も裕福な人物の一人かつチンギス・カンの末裔でもあった父と、英国の貴族であった母との間に生まれた。生後間も無く両親を亡くした彼は（父方の）叔母に引き取られたが、世間に対して憤慨していた叔母とその一族の財産によって、科学と戦闘の訓練に明け暮れることとなり、その挙句に成人した頃には税金を納める手段もなく、マンダリンの財産は中国政府に差し押さえられた。
復讐の力を求め、マンダリンは何世紀もの間、誰も足を踏み入れようとしなかった禁断の“バレー・オブ・スピリッツ”を探検した。そこで彼は、何世紀も前に地球にやってきて死んだドラゴンのような異星人アクソン＝カーの宇宙船と骸骨を発見し、その後数年間“マクル人”の科学を徹底的に研究し、宇宙船の中で見つけた指輪“テン・リングス”の使い方を学んだ。その後マンダリンは征服者となり、渓谷周辺の村々を服従させ、その高度な科学力によって中国軍でさえ歯が立たないほどの力を急速につけていくと、そこから世界征服に乗り出す。
テクノロジーこそ目的を達成するための最も確実な手段と見なしているマンダリンは、長年に渡ってさまざまな国の兵器やコンピューターを敵に回しており、その活動の最初期にはトニー・スタークが製造したアメリカのミサイルと偵察機の妨害と窃盗があった。やがてマンダリンは、アイアンマンとなったスタークを世界征服計画に対する障害と見做し、しばしば彼と中国政府を戦わせ、両者を打ち負かそうとした。
初期の3度の戦いで“スターク・インダストリーズ”を狙う小型軌道衛星“デス・レイ”の打ち上げ、ウルティモの建造などを試みたマンダリンだったが、いつもスターク/アイアンマンに敗れた。
“アベンジャーズ”に捕らわれる直前にマンダリンは、ジャック・デュケイン/ソーズマンを利用しようと企み、自分の城にテレポートさせた彼の剣を強化してアベンジャーズを壊滅を狙ったが裏切られた。スタークと5度目に遭遇した際、マンダリンはアイアンマンの友人にして腹心であるハッピー・ホーガンを、地球の裏側にある中国の城にテレポートさせ、アイアンマンのアーマーを装着していた彼を敵と勘違いして攻撃したが、スタークに救出され、彼との1対1の戦闘で初めて敗れ、逆に発射したミサイルも自身の城に命中させられ、城を破壊される結果となった。脱出したマンダリンは軌道上の衛星に乗り込み、地球に向けて “ヘイト・レイ”を発射できる装置を開発すると、アベンジャーズのかつての敵たちを束ねて、世界各地を襲撃させた。それらのヴィランを倒して衛星にたどり着いたアベンジャーズにマンダリンはヘイト・レイを浴びせるが、ヒーローたちの反撃によってマンダリンは宇宙に吸い込まれ、彼の衛星もアベンジャーズに破壊された。
マンダリンはその後、中国のゴビ砂漠に基地を築き、頭が鈍いと見做したハルクを2つの目論見に利用した。1つ目はマンダリンが世界を征服するための戦争を始めるために首に装置を取り付けたハルクを操ろうとした。しかし、ニック・フューリーにこの計画を阻止された。2つめにマンダリンは、先にハルクに倒されたばかりのアメリカの犯罪者フリント・マルコ/サンドマンと手を組むが、ハルクに砂漠の基地を破壊され、マンダリンはサンドマンをガラスに変えてしまった。次にマンダリンは、アメリカに即席の作戦基地を設置し、スタークの信用を公に失墜させようとする。スタークを再度捕虜にしたマンダリンだったが、この計画も阻止され、マンダリンはスタークの当時のガールフレンド、ジャニス・コードを殺そうとするが、マンダリンの婚約者であるメイリンに彼女を救われる結果に終わった。

### 新たな身体
中国に戻ったマンダリンは、リングのパワーを高める手段を探し求め、古代中国の魔術師グループによって作られた伝説の力のお守り「陰の眼」の存在を知る。マンダリンは、当時のチベットに住んでいた“インヒューマンズ”のロイヤルファミリーを操り、利用した。しかし、インヒューマンズの王であるブラックボルトに圧倒され、リングを奪われてしまった。リングを見つけることができなかったマンダリンは、バレー・オブ・スピリッツに残るマクル人の宇宙船の残骸に戻り、リングを取り戻すための技術が詰まったヘッドバンドを発見。マンダリンは新たな力で城を元の状態に戻すと、アイアンマンの敵の一人であるユニコーンから進行性の病気を治すための助力を求められて結託。マンダリンとユニコーンは、共通の敵であるスターク/アイアンマンを攻撃するためにアメリカに向かうが、戦いのさなか、マンダリンはヘッドバンドがなぜかユニコーンの意識と入れ替わっていることに気づき、やむなく逃亡した。
マンダリンが城に帰還すると、そこはイエロー・クローに乗っ取られていた。マンダリンは自分の精神を本来の肉体に戻すため、別の研究所に逃げ込むことを余儀なくされるが、ミュータントの吉田四郎/サンファイヤーの不本意な助力を得てそこを暫定本部として乗っ取った。しかしその後のスタークとの戦いで、マンダリンの暫定本部は破壊された。マンダリンは自分の城を取り戻すため、イエロー・クローに攻撃を仕掛けるが、戦っていたイエロー・クローのロボットが爆発し、致命傷を負った。続くスタークとイエロー・クローの戦いで、マンダリンの城も2度目の破壊を受けた。だが、マンダリンは死期が近づくと、ヘッドバンドの精神転送能力を使い、自分の意識をテン・リングスに移した。イエロー・クローの下僕であるロック・ドウが奪ったリングが起動すると、マンダリンの意識がロック・ドウの体内に入り込み、ロック・ドウの意識を永久に追い出してその身体を乗っ取った。マンダリンはリングを使い、新たな肉体を若き頃の自分の姿に変えた。
城に戻ったマンダリンは、再び破壊されていた城を再建した後、テレポート装置でスタークを捕らえようとするが、今度はアイアンマンのアーマーを着た別の人物であるマイケル・オブライエンを捕らえてしまった。そしてオブライエンの救出に現れたスターク/アイアンマンと戦い、アメリカ爆撃を阻止され、オブライエンも奪還されるも、マンダリンはリングの影響を受けたと思しきスタークに身柄を拘束されずに済んだ。
マンダリンはその後、“ワカンダ”のヴィブラニウム塚を金属の分子結合を破壊できる“タイプIIヴィブラニウム”に変えようと企み、同時に飢餓に苦しむ国を戦争に追い込もうと、中国の稲作全体を放射能で破壊しようとした。後者でマンダリンは、アイアンマンのアーマーを預かっているジェームズ・ローズと遭遇した。

## 能力・スキル・武装
マンダリンは様々な武術に長けた武道家である。長きに渡って鍛練することで、彼は全身を、特に手を強化した。その武術の能力は非常に高く、アイアンマンの強化合金アーマーさえも打撃で破ることができるほか、気の習得によって純粋に自らを維持しているとされ、食料と水なしで何年も生き延びることさえできる。
マンダリンは地球で最も偉大な科学の天才であり、さまざまな科学に精通している。彼はマクル人の科学について専門的な権威となっただけでなく、その知識を基にさらなる発見をしてきた。
マンダリンの主な武器は両手の指にはめたテン・リングスである。リングの動作は現代の地球の科学では説明できないが、アクソン＝カーの宇宙船のワープドライブエンジンの無限に近い動力源として機能していたことが知られており、これら10個のリングはマンダリンによる長年の研究・改良・使用と、彼自身の瞑想による精神的鍛錬などにより、マンダリンの精神と強く結合して、彼の心/魂が宿っていた期間、それは何倍にも強力になった。その結果、マンダリン以外の指輪を身につけた者は、彼の許可なく指輪を使うことができなくなった。
また、マンダリンはマクル人の技術を応用したツールとして、自分の心をテン・リングスや他人の体に移すことができるヘッドバンドや、テレポーテーション・デバイスも駆使しており、標準的な武器以外では力場発生装置も用いている。
更にマンダリンは聡明で残忍かつ天才的な戦術家にして戦略家でもあり、規範を厳格に遵守することを旨としている。

## その他のバージョン

### スパイダー・ハム
『Peter Porker, the Spectacular Spider-Ham』第16号には、“アース8311”におけるマンダリンの特徴を持つキツネザルの亜種マンダリンテイルが登場する。

### 『ヒーローズ・リボーン』
『ヒーローズ・リボーン』（1996年版）には、フランクリン・リチャーズによって創造されたポケット次元において、ドクター・ドゥームによって作られた“ヒドラ”を操るロボットとしてのマンダリンが登場する。

### 『マーベル・マンガバース』
『New Mangaverse』第2号には、“アース2301”におけるマンダリンが登場する。

### 『ハウス・オブ・M』
『ハウス・オブ・M』 には、本作の物語の宇宙におけるマンダリンが登場する。

### 『アルティメット・マーベル』
『アルティメット・マーベル』シリーズにおいては、“アース1610”のマンダリンがヴィランとして登場する。

### 『シークレット・ウォーズ』（2015年）
『シークレット・ウォーズ』（2015年）の“バトルワールド”には、チェン・ズーが本作におけるマンダリンとして登場。彼は“クン・ルン”の皇帝であったが、息子のシャン・チーに敗れ石化する。

## MCU版
『マーベル・シネマティック・ユニバース』（MCU）では、架空のテロリスト“マンダリン”という設定となり、この役に扮したトレヴァー・スラッタリー（Trevor Slattery）をベン・キングズレーが演じ、日本語吹替は麦人が担当する。

### キャラクター像
架空のテロリスト“マンダリン”を「演じていた」、元舞台俳優であるリヴァプール出身のイギリス人。1968年の幼少期に観賞した映画『猿の惑星』の猿の演技に感銘を受けて役者を志し、『テンペスト』の船員役で演技の道を歩き始め、1985年にはアメリカのテレビドラマ『ケージド・ヒート』で主役を務めた前歴を持ち、ショーン・コネリーに“トレヴ”の愛称で呼ばれて「演技の才能がある」と口説かれたこともあると発言している。
だがその後は役者として売れることなく薬物問題を抱え、路上での犯罪歴も持ってしまうが、仰々しい演技を見込まれてアルドリッチ・キリアンに誘われ、豪邸で若い女性たちをはべらかす生活を送らせてもらう代わりに、鬼気迫るマンダリン役を演じることとなった。
当人は強い思想を持たないどころか、ひょうきんで肝が小さく、犯罪組織の“テン・リングス”が実在するとも知らず、『猿の惑星』の猿が“特殊メイクをした人間”ではなく“本物の猿”だと思ったり、“リサーチ”の意味を誤解するなど、感性が世間一般のものからかなりズレている頓珍漢であり、亡くなった母親について「自分の全てだった」と告げる一面もある。
そして現代においては、“シーゲート刑務所”に収監中に本物のテン・リングスに拉致され、処刑されそうになったが、即興で『マクベス』のワンシーンを演じたことでシュー・ウェンウーに気に入られ、助命されたが、これ以降毎週芝居をしてウェンウーを楽しませる“道化”（捕虜）として監禁生活を送るようになる。また、現代の年号が分からなくなるほど監禁生活が長かったためか若干達観したような振る舞いも見せるようになり、目前に死が迫っていてもあまり動じなくなった。

### 各作品における描写
『アイアンマン3』
本作でMCU初登場。キリアンの指示によって説教師風の語り口でマンダリンを演じながら犯行声明用の映像を撮影し、“エクストリミス”の爆破事件の発生後、テレビに電波ジャックで放送していた。場合によっては前述のとおり人を直接手にかけていると思しき映像を生中継することもあったが、豪邸に乗り込んで来たトニー・スターク/アイアンマンに、処刑映像などは暴動などのビデオを合成して表現したため、彼自身は殺人に手を染めたことは無いと主張。マンダリンの真相を全て打ち明け、キリアンを追うトニーとジェームズ・"ローディ"・ローズ/ウォーマシンに高速ボートを譲った。
物語のラストで警察に逮捕され、マスコミや野次馬に「チクショー」と言い放ちながら連行される。
『王は俺だ』
本作では主役として登場し、“キャプテン・アメリカの盾”に似たデザインのタトゥーを首の後ろに彫っている。キリアンに加担したことでシーゲート刑務所に収監されているが、マンダリンの演技を見せることで他の囚人たちから持て囃され、その囚人の一人であるハーマンを従わせたり、好待遇的な独房に入るなどいい気になっていた。
そんな日々を送っていた中、接触してきたジャクソン・ノリスの取材を何回か受け、最後のインタビューの際に自身の前歴を話すが、ノリスが本性を表すと警備員が落とした銃を拾って反撃を試みるも、あっさり武装解除されて命乞いし、脱獄の手配を始めながら話す彼に「悪い、全然理解できん」と調子良く振る舞う。
『シャン・チー/テン・リングスの伝説』
本作ではテン・リングスの捕虜として登場。自分の居房で触れ合っていた“モーリス”と深い仲となっており、彼を監禁生活のストレスから生じた幻覚だと思っていたものの、出会ったシュー・シャン・チーたちも目にして驚いたことで実在すると分かった際は歓喜した。そしてモーリスの意思をかなり正確に把握できるため、彼の通訳ができるようにもなっていた。
歓迎の宴の台詞を練習していたところに、ウェンウーらに一時監禁されたシャン・チーたちがやってくると、彼らの事情とモーリスが“ター・ロー”に帰りたがっていることを知り、成り行きで協力することになって、彼らと共に本部を脱走。竹林に到着すると、シャン・チーたちと交流後、モーリスの案内を伝えながら、一行をター・ローへ導いた。
現地では、シャン・チーたちが訓練に励む傍らで、村の子どもたちが遊んでいた蹴鞠に加わり、決戦の際にはター・ローの戦袍に身を包み、戦地に立ったが、死んだふりをしていた描写があったくらいで、明確にテン・リングスや魔物の群れへ挑む様子は無かった。
戦いが終わると、ター・ローの灯篭流しに参加して命を落とした者たちを偲ぶが、この場面で出番を終えたため、その後組織に戻ったかどうかは不明。
2025年12月にディズニープラスにて配信予定のドラマ『ワンダーマン（原題）』に、スラッタリーの出演が発表されている。

### 余談
なお、『アイアンマン3』のクライマックスシーンにおいて、キリアンも追い詰めたトニーに向かって「“マンダリン”は最初から1人だった、私こそがマンダリンだ！」と叫んでいる。また、 『シャン・チー/テン・リングスの伝説』において、長年に渡って複数の異名で呼ばれてきたと豪語するウェンウーは、自分はマンダリンと名乗ったことはなく、「（偽テン・リングスの長をマンダリンと勝手に名付けたアメリカのテロリストは）マンダリンチキンでも食べながら思いついたのだろう」と述懐・揶揄している。

## その他のメディア

### テレビアニメ
- 『マーベル・スーパーヒーローズ』：ヘンリー・ラマーが声をあてた[27]。
- 『アイアンマン』（1994年）：考古学者の アーノルド・"アーノ"・ブロックとして登場。エド・ギルバート（シーズン1）とロバート・イトウ（シーズン2）が声をあて[28]、日本語吹替は大塚明夫（衛星アニメ劇場）[29]と祐仙勇（ディズニープラス） が担当した。埋葬されたエイリアンの宇宙船に遭遇し、船内の宝石をリングに鍛造してその力を利用していた。シーズン1ではアイアンマンや“フォース・ワークス”と戦った際にリングを失い、シーズン2ではリングを取り戻すために世界中を旅したが、最終的にリングを手にする前にアイアンマンに敗れ、記憶喪失になる。
- 『アイアンマン ザ・アドベンチャーズ』：マンダリンをモデルにしたキャラクターが数名登場し、ヴィンセント・トンが声をあてた[28]。
  - ジーン・カーン[30]：マンダリンとチンギス・カンの末裔で、彼らからマクル人の遺伝子を受け継いでいる。リングを手に入れた後、アイアンマンをはじめとするヒーローたちに協力し、マクル人による地球侵略を阻止して、姿を消した。
  - シン・チャン：ジーンの継父で、犯罪組織のボス。当初は「真のマンダリン」だと主張していたが、ジーンに投獄され、処分された。
- 『Lego Marvel Super Heroes: Maximum Overload』：バリー・デネンが声をあてた[28]。
- 『ディスク・ウォーズ:アベンジャーズ』：楠大典が原語版（日本語）、ジェイミソン・K・プライスが英語版それぞれの声をあてた。

### アニメ映画
『アイアンマン: 鋼の戦士』：フレッド・タタショアが声をあてた。中国王朝の古代の支配者で、フィン・ファン・フームとジェン・ジー・シャンという2頭のドラゴンに仕えていたが、戦闘での敗北でリングを失った。現代では、マンダリンの子孫であるリーメイが世界中に散らばったリングを集め、その力によってマンダリンはその精神を彼女を通し投影することができる。しかし、最終的にはアイアンマンによって倒される。

### ビデオゲーム
- 『Marvel Pinball』
- ボスキャラクターとして登場
  - 『Captain America and the Avengers』
  - 『MARVEL ULTIMATE ALLIANCE』：ジェームズ・シーが声をあてた。元々はドクター・ドゥーム率いる“マスターズ・オブ・イーヴィル”のメンバーであった。
  - 『Marvel Avengers Alliance』
  - 『Marvel Heroes』：フレッド・タタショアが声をあてた[28]。
- アンロックのプレイヤーキャラクターとして登場
  - 『LEGO マーベル スーパー・ヒーローズ ザ・ゲーム』：ボスキャラクターとしても登場し、ジョン・ディマジオが声をあてた。アルドリッチ・キリアンとともに“エクストリミス・ソルジャー”を率いて“スターク・タワー”を占拠し、キリアンを倒した後、マンダリンはアイアンマンの“ハルクバスター・アーマー”を乗っ取ってアイアンマンやキャプテン・アメリカと戦うが、敗れてS.H.I.E.L.D.に逮捕された。
  - 『LEGO マーベル アベンジャーズ』
  - 『Marvel Avengers Academy』
  - ウェンウーとして登場
    - 『Marvel Future Fight』[31]
    - 『マーベル スーパーウォー』[32]：アレックス・ルが声をあてた。